# آيت إكنان (سيدي عبد الله البوشواري)
آيت إكنان هي إحدى مشيخات المملكة المغربية، تتبع جغرافيا لإقليم شتوكة آيت باها وإداريًا لسيدي عبد الله البوشواري. يقدر عدد سكانها بـ 1140 نسمة حسب الإحصاء الرسمي للسكان والسكنى لسنة 2004.